# Johannes van Cupramontana
De zalige Johannes van Cupramontana (Fabriano, rond 1470 – Cupramontana, 1539) kwam uit de adellijke familie Righi en trad in bij de franciscanen. Zijn vroomheid werd gekenmerkt door een nog echt middeleeuwse, ridderlijke inslag. Om nog beter de geestelijke volmaaktheid te kunnen nastreven trok hij zich terug in een grot ("La Romita") in Massaccio. Daar legde hij zich toe op het lezen van de woestijnvaders en het ontvangen en geestelijk sterken van mensen die bij hem om raad en gebed kwamen vragen. Volgens de legende 'begonnen de klokken bij zijn sterven vanzelf te luiden. Bij zijn graf genazen vele zieken en zijn gebeente scheidde een heerlijke geur af.' Zijn relieken worden vereerd in de franciscanenkerk in Cupramontana in de Italiaanse Marken.
Johannes werd nooit zalig verklaard, maar zijn verering werd goedgekeurd door middel van een confirmatio cultis (bevestiging van de cultus) door paus Pius X op 1 december 1903. De oude kluis werd in de achttiende eeuw vervangen door het huidige gebouw.